# Gordon Cooper
Leroy Gordon Cooper Jr, també conegut com a Gordon Cooper (Shawnee, 6 de març de 1927 - 4 d'octubre de 2004) fou un astronauta estatunidenc.
Cooper va créixer a Shawnee (Oklahoma) i a Murray (Kentucky) on assistí a escoles privades. Era actiu en els Escoltes d'Amèrica i aconseguí la segona posició més alta que pot obtenir un explorador. Cooper va servir en el Cos de Marines dels Estats Units el 1945 i 1946. Cooper conegué la seva primera muller Trudy amb la que es casà a Hawaii el 1947. Cooper transferí la seva comissió a les Força Aèria dels Estats Units el 1949, era posat en servei actiu i rebé formació de vol a Perrin AFB, Texas i Força Aèria de Williams AFB, Arizona. Fou un dels membres del Programa Mercury; el 15 de maig del 1963 fou enviat amb la darrera nau d'aquest programa, la Faith 7 a un vol orbital on es va fer una prova de duració i experiments. Va realitzar 22 òrbites i va ser el darrer astronauta en viatjar tot sol a l'espai.